# Inga Juuso
Inga Juuso, född 5 oktober 1945 i Jokkmokk i Sverige, död 23 augusti 2014, var en norsk-samisk journalist, jojksångerska och skådespelerska.
Inga Juuso växte upp i Alta kommun i Norge, där fadern var droskägare. Hon härstammade på morssidan från Kautokeino kommun, där hon vistades sommartid i en miljö med mycket jojkning. och har arbetat för Musikk i Troms i Harstad (Kultur  Troms i Troms fylke) som jojksångerska sedan 1999, med fast anställning sedan 2003.
Inga Juuso bildade tillsammans  med slagverkaren Harald Skullerud duon Juusk, och med kontrabasisten Steinar Raknes duon Skáidi, som kombinerar jazz med jojk. Hon var skådespelare i filmen Kautokeinoupproret 2008. Inga Juuso medverkade i TV-serien Sápmi Sessions i SVT 2011 (del 1 av 6) tillsammans med Markus Krunegård.

## Diskografi i urval
Soloalbum
- Ravddas Ravdii (1991)
- Váimmu Ivnnit - Patterns from the Heart (2008)

Samarbeten
- Skáidi – Where the rivers meet (2007)
- Skáidi – Headland - Skáidegeahči (2011)
- Juusk (Inga Juuso & Harald Skullerud) – Juusk (2011)
- Bárut / Inga Juuso – Bálggis (2011)[7]